# Džavid Hamzatov
Džavid Šakirovič Hamzatov (in russo Джавид Шакирович Гамзатов?; in bielorusso Джавід Шакіравіч Гамзатаў?, Džavid Šakiravič Hamzataŭ; Kiziljurt, 27 dicembre 1989) è un lottatore russo naturalizzato bielorusso, specializzato nella lotta greco-romana.

## Palmarès
- Olimpiadi

Rio de Janeiro 2016: bronzo negli 85 kg.
- Mondiali

Budapest 2013: bronzo negli 84 kg.
- Universiade

Kazan 2013: bronzo negli 84 kg.